# جان کی (اسقف)
جان کی (انگلیسی: John Kaye; ۲۷ دسامبر ۱۷۸۳ – ۱۸ فوریهٔ ۱۸۵۳) کشیش اهل پادشاهی بریتانیای کبیر بود.
وی همچنین برندهٔ جوایزی همچون همکار انجمن سلطنتی شده‌است.